# S.C. Faetano
S.C. Faetano este o echipă de fotbal din San Marino.

## Lot
| Nr. |            | Poziție | Jucător            |
| --- | ---------- | ------- | ------------------ |
|     | Italia     | P       | Marco Casalboni    |
|     | San Marino | P       | Stefano Muccioli   |
|     | San Marino | P       | Devis Paiardini    |
|     | San Marino | F       | Alessandro Casadei |
|     | San Marino | F       | Alessandro Conti   |
|     | San Marino | F       | Maurizio Gasperoni |
|     | San Marino | F       | Mirco Gennari      |
|     | San Marino | F       | Federico Moroni    |
|     | San Marino | F       | Marco Moroni       |
|     | San Marino | F       | Manuel Mularoni    |
|     | San Marino | F       | Vittorio Valentini |
|     | San Marino | M       | Luca Bacciocchi    |
|     | San Marino | M       | Fabio de Luca      |

| Nr. |            | Poziție | Jucător           |
| --- | ---------- | ------- | ----------------- |
|     | San Marino | M       | Daniele Fiacconi  |
|     | San Marino | M       | Marco Gasperoni   |
|     | San Marino | M       | Guido Mariani     |
|     | San Marino | M       | Filippo Menghi    |
|     | San Marino | M       | Mattia Rinaldi    |
|     | San Marino | M       | Daniele Toccaceli |
|     | San Marino | A       | Marco Conti       |
|     | San Marino | A       | Octavio Folli     |
|     | San Marino | A       | Nicola Moretti    |
|     | San Marino | A       | Andrea Moroni     |
|     | San Marino | A       | Massimo Moroni    |
|     | San Marino | A       | Alex Olivieri     |
|     | Albania    | A       | Elton Shabani *   |